# Aktinidijevke
Aktinidijevke (lat. Actinidiaceae), biljna porodica iz reda Ericales, nekada je činila samostalni red Actinidiales. Porodicu Actinidiaceae čine uglavnom grmovi i manja stabalca, rjeđe drveće, a sastoji se od rodova Actinidia Lindl., Clematoclethra (Franch.) Maxim. i Saurauia Willd. s ukupno 176 priznatih vrsta. Monotipski rod Argania prebačen je u rod Sideroxylon.
Najpoznatiji plod poznat je pod imenom kivi ili aktinidija.